# Debin
Debin (russisch Де́бин) ist eine Siedlung städtischen Typs in der Oblast Magadan (Russland) mit 460 Einwohnern (Stand 1. Oktober 2021).

## Geographie
Der Ort liegt gut 300 km Luftlinie nördlich des Oblastverwaltungszentrums Magadan am linken Ufer der Kolyma, etwa 40 km unterhalb des Kolyma-Stausees.
Debin gehört zum Rajon Jagodninski und befindet sich etwa 60 km ostsüdöstlich von dessen Verwaltungszentrum Jagodnoje. Die Siedlung ist Sitz und einzige Ortschaft der Stadtgemeinde (gorodskoje posselenije) Possjolok Debin.

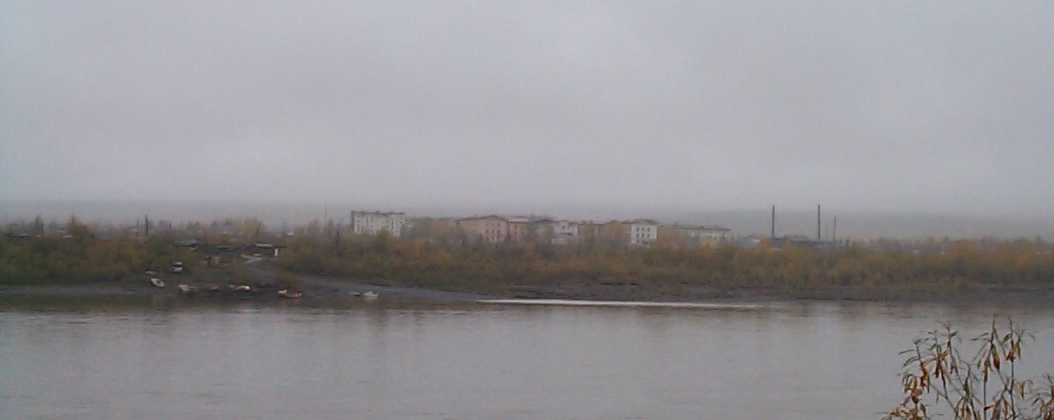
Debin an der Kolyma
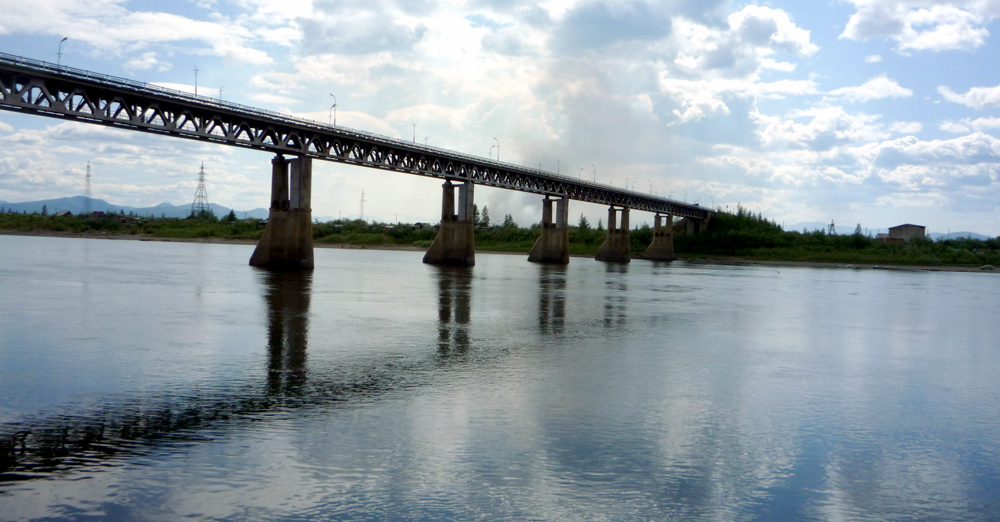
Straßenbrücke über die Kolyma bei Debin

## Geschichte
Die Siedlung entstand 1935, als dort eine Fährverbindung über die Kolyma eingerichtet wurde, und hieß daher zunächst Pereprawa (russisch etwa Übersetzstelle). Nach dem Bau einer Brücke wurde sie 1937 in Debin umbenannt, nach dem wenige Kilometer flussaufwärts (südlich) von links in die Kolyma mündenden Fluss Debin. In Debin befand sich eines der größeren Gulag-Lager im Kolymagebiet, und ab den 1940er-Jahren auch deren zentrales Krankenhaus. Dort arbeitete unter anderem der Schriftsteller Warlam Schalamow während seiner Lagerhaft.
Seit 1953 besitzt Debin den Status einer Siedlung städtischen Typs.

### Bevölkerungsentwicklung
| Jahr | Einwohner |
| ---- | --------- |
| 1959 | 4759      |
| 1970 | 2037      |
| 1979 | 2921      |
| 1989 | 2387      |
| 2002 | 921       |
| 2010 | 721       |
| 2021 | 460       |

Anmerkung: Volkszählungsdaten

## Verkehr
Bei Debin überquert die Fernstraße R504 Kolyma, die Magadan mit Nischni Bestjach bei Jakutsk verbindet. Dort zweigt eine Straße in die gut 30 km südwestlich, unmittelbar unterhalb des Kolyma-Staudammes gelegene Siedlung Sinegorje ab. Eine andere Straße führt von Debin zunächst das linke Kolymaufer abwärts und weiter zur Siedlung Elgen und zum Dorf Taskan, mit Abzweigung nach Werchni At-Urjach.